# Demidów
Demidów (ukr. Демидів) – wieś na Ukrainie w rejonie stryjskim (do 2020 roku w rejonie żydaczowskim) obwodu lwowskiego nad Dniestrem.

## Historia
Pod koniec XIX w. wieś w powiecie bóbreckim. 
W II Rzeczypospolitej w powiecie bóbreckim województwa lwowskiego. W marcu 1944 r. nacjonaliści ukraińscy z OUN-UPA zamordowali tutaj 11 Polaków.